# Benedikt Vallendar

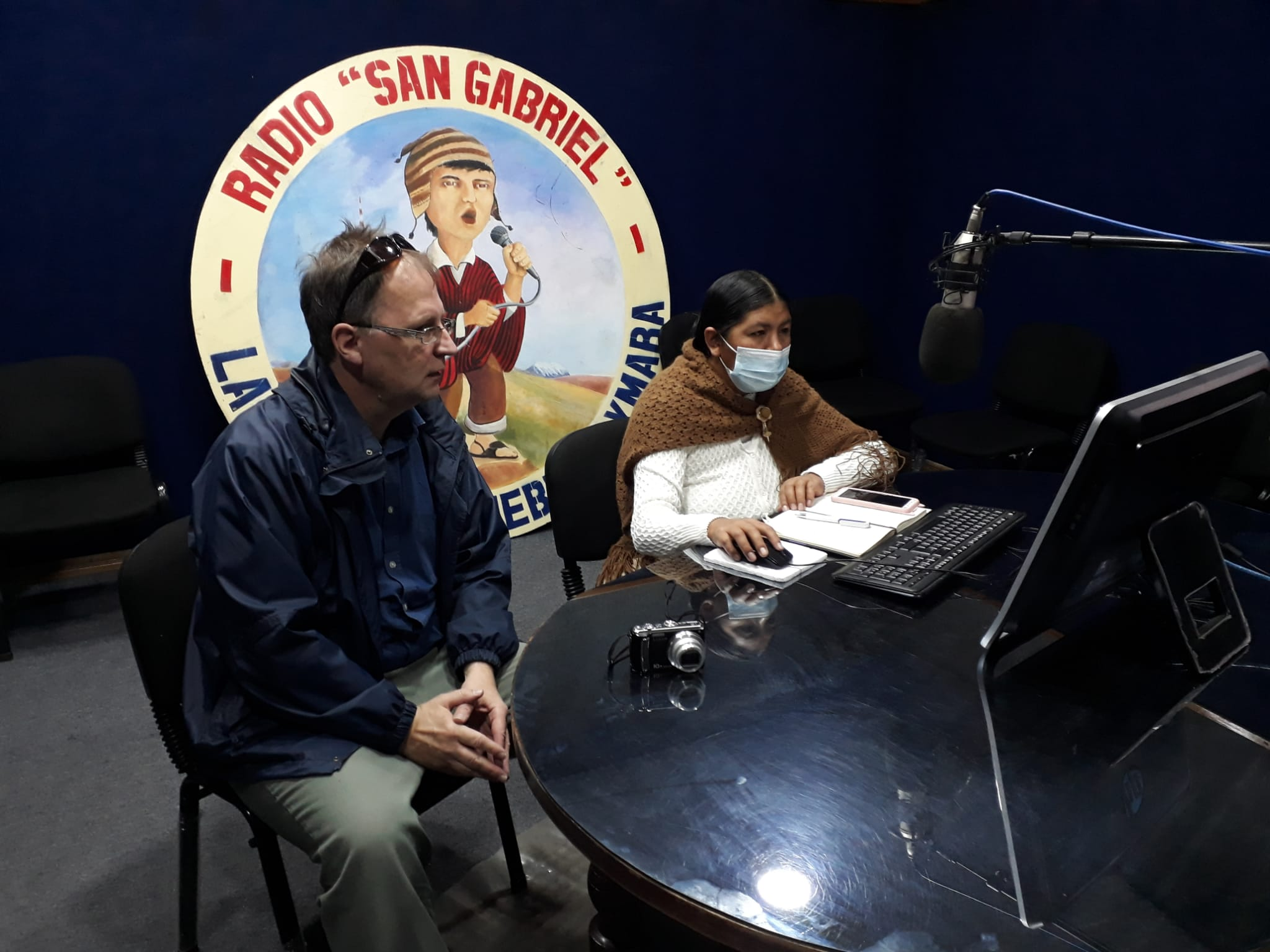
Benedikt Vallendar im August 2021 in Bolivien

Benedikt Vallendar (* 14. Februar 1969 in Bad Neuenahr-Ahrweiler) ist ein deutscher Autor.

## Leben und Wirken
Benedikt Vallendar wuchs im Rheinland als Sohn eines Lateinlehrers auf. Im Jahre 1988 legte er am Are-Gymnasium Bad Neuenahr-Ahrweiler das Abitur ab. Er beendete sein Studium 1996 in Berlin mit dem Ersten Staatsexamen für das Lehramt an Gymnasien in den Fächern Spanisch und Geschichte und bestand 1999 in Niedersachsen die Erweiterungsprüfung für das Fach Niederländisch. Er wurde 2004 an der FU Berlin bei Hagen Schulze mit einer Arbeit zur Rezeptionsgeschichte der südamerikanischen Reise Alexander von Humboldts (1799–1804) promoviert.
Vallendar unterrichtet als Berufsschullehrer Spanisch, Politik und Geschichte, im Jahr 2017 an einem Wirtschaftsgymnasium in Sachsen. Er ist Berichterstatter der Internationalen Gesellschaft für Menschenrechte und veröffentlicht Beiträge zu zeit- und kulturgeschichtlichen Themen u. a. im Monatsmagazin Cicero, in der Katholischen Sonntagszeitung für Deutschland, dem Debattenmagazin The European, dem Internetmagazin Justament und dem Internetauftritt der Steyler Missionare. Außerdem schreibt er für die konservativ-katholische Zeitung Die Tagespost, für die Katholische Nachrichtenagentur und seit 2021 gelegentlich Kolumnen für die Christliche Medieninitiative Pro.
Im Januar 2016 wurde Vallendar von kubanischen Sicherheitskräften festgenommen und verhört, nachdem er im Stadtbezirk Miramar der Hauptstadt Havanna einen friedlichen Protestmarsch oppositioneller Gruppen begleitet hatte.

## DDR-Forschung
Gemeinsam mit Jenny Krämer veröffentlichte Vallendar mit dem Sachbuch Leben hinter Mauern. Über das Alltagsleben hauptamtlicher Mitarbeiter der Staatssicherheit einen Beitrag zu einem wissenschaftlich wenig erforschten Aspekt zur DDR-Geschichte. Karl Wilhelm Fricke wies in der Frankfurter Allgemeinen auf das umfangreiche Aktenstudium der Autoren hin, kritisierte aber editorische Mängel  – namentlich unpräzise Quellenangaben sowie das Fehlen von Literaturverzeichnis und Personenregister. Die durchgehende Bezeichnung des MfS als Geheimdienst sei „sachlich falsch und ungewollt verharmlosend“.
Philipp Springer vom Stasiunterlagen-Archiv bemängelte hingegen bei H-Soz-Kult, dass das Werk wissenschaftlichen Ansprüchen nicht genüge. Einschlägige Literatur sei teilweise vernachlässigt worden, die Kapitelstruktur sei irreführend, die Aktenauswahl nicht hinreichend erklärt und zu viele Aussagen seien nicht belegt worden. Den Autoren, die „eine Reihe von interessanten Quellenfunden“ liefern, komme jedoch, so die Rezension abschließend, „der Verdienst zu, die Notwendigkeit einer weiteren und fundierten, möglichst auch vergleichenden Erforschung des Alltags der hauptamtlichen MfS-Mitarbeiter erneut aufgezeigt zu haben“. Ines Weber von der Universität Kiel merkte in der Annotierten Bibliografie der Politikwissenschaft an, dass das Buch „essayistisch-journalistische Züge“ trage und soziologischen Standards nicht gerecht werde.

## Publikationen (Auswahl)
- mit Jenny Krämer: Leben hinter Mauern. Arbeitsalltag und Privatleben hauptamtlicher Mitarbeiter des Ministeriums für Staatssicherheit der DDR. Klartext Verlag, Essen 2014, ISBN 978-3-8375-0959-5.
- Zwischen Neuer und Alter Welt. Alexander von Humboldts Südamerikareise in der deutschen Literatur des 19. und 20. Jahrhunderts. VDM Verlag Dr. Müller, Saarbrücken 2008, ISBN 978-3-639-04006-7 (Druckversion von: Berlin, Freie Universität, Dissertation, 2004: Die Rezeption der südamerikanischen Reise Alexander von Humboldts in Deutschland im 19. und 20. Jahrhundert).